# Abira
Abira (安平町?, Abira-chō) è una cittadina giapponese situata nel distretto di Yūfutsu, Sottoprefettura di Iburi a Hokkaidō, in Giappone.
Abira è stata fondata il 27 marzo 2006 dalla fusione delle città di Hayakita e Oiwake, entrambe nel distretto di Yūfutsu.
La città ha una stima di 9 167 abitanti e una densità di 39 abitanti per km² (marzo 2008). La superficie totale è di 237,13 km².